# Obras completas (y otros cuentos)
Obras completas (y otros cuentos); deutsch: Gesamtwerke (und andere Kurzgeschichten) (1959) ist der Titel eines Erzählbandes des Schriftstellers Augusto Monterroso, einer Sammlung von Kurzgeschichten.

## Inhalt
Das Buch enthält die folgenden Geschichten.
- Míster Taylor
- Uno de cada tres
- Sinfonía concluida
- Primera dama
- El eclipse
- Diógenes también
- El dinosaurio
- Leopoldo (sus trabajos)
- El concierto
- El centenario
- No quiero engañarlos
- Vaca
- Obras completas